# Gaspar Hernández

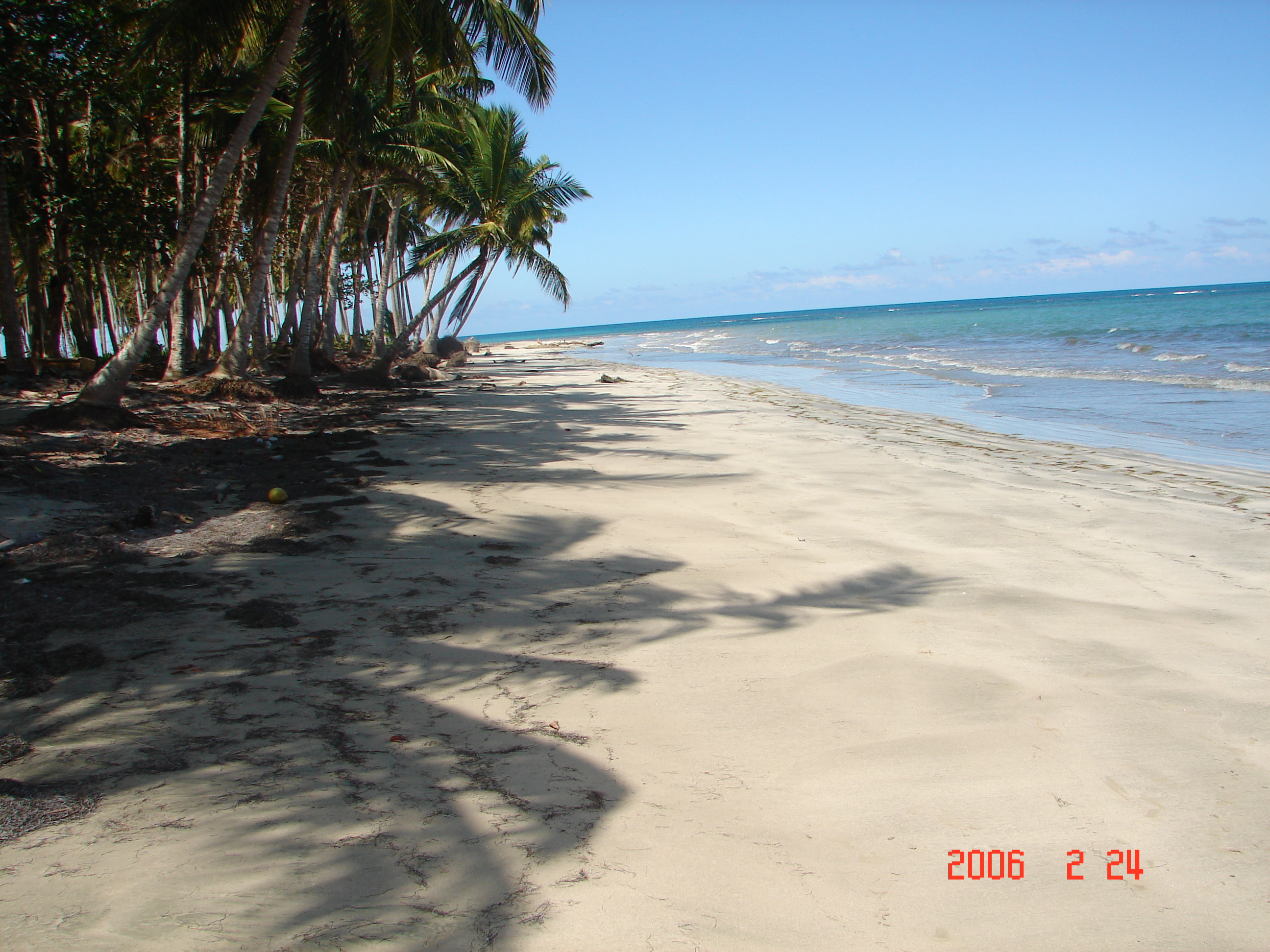
Gaspar Hernandez

Gaspar Hernández é uma cidade da República Dominicana pertencente à província de Espaillat.
Sua população estimada em 2012 era de 57 302 habitantes.